# Jean Cinqarbres
Jean Cinqarbres (en latín: Quinquarboreus; Auvergne, década de 1520 – junio de 1565) fue un gramático francés del hebreo. Junto con su colega hebraísta Jean Mercier (Mercerus), compartió el rol como profesor de hebreo y caldeo.